# Хлоридный канал 6
Хлоридный канал 6 (англ. chloride channel 6, CLC-6, CLCN6) — потенциал-зависимый хлоридный канал—антипортер из  суперсемейства CLCN.